# Noceda del Bierzo
M
Noceda del Bierzo est une commune espagnole (municipio) de la comarque de El Bierzo dans la province de León, communauté autonome de Castille-et-León.